# Kruisem
Kruisem – miejscowość i gmina (gemeente) w Belgii, w Regionie Flamandzkim, w prowincji Flandria Wschodnia, w okręgu Oudenaarde. Powstała 1 stycznia 2019 r.  

## Podział administracyjny
W skład gminy wchodzi sześć dzielnic (deelgemeente):
- Huise (Huysse)
- Kruishoutem
- Nokere
- Ouwegem
- Wannegem-Lede
- Zingem

## Demografia
Liczba mieszkańców, stan na 1 stycznia:
| Rok                | 1930   | 1947   | 1961   | 2020   |
| ------------------ | ------ | ------ | ------ | ------ |
| Liczba mieszkańców | 14 726 | 14 390 | 13 874 | 15 961 |